# Алис Спрингс
Алис Спрингс (на английски: Alice Springs) е град в южната част на Северната територия на Австралия. Към 2005 г. населението на града е 25 486 души, което го прави втори по големина в областта. В Австралия често градът е наричан просто Алис (Alice), а на езика на местните аборигени аранте е известен като Мпарнтве (Mparntwe). Алис Спрингс е отдалечен почти еднакво от градовете Аделейд и Даруин.
Край града се намира планината Макдонъл и свещената за аборигените скала Улуру.

## История
Градът е основан като телеграфна станция на средата на керванния път, свързващ северната и южната част на континента. В началото името му е Стюарт в чест на знаменития изследовател на Австралийския континент Джон Макдоуъл Стюарт. Край непресъхващ извор, известен като Изворите на Алис (Alice Springs), откъдето идва и името на града, е основано друго селище. През 1929 г. от Аделейд е прокарана железопътна линия, при което селището е пренесено край телеграфната станция. През 1933 г., след много спорове, градът официално получава името Алис Спрингс. Въпреки това автомагистралата между Аделейд и Даруин все още носи името „Стюарт Хайуей“ (Stuart Highway).
Алис Спрингс се намира почти в географския център на Австралия, като разстоянието до най-близкото морско крайбрежие е 1200 км, а до най-близкия град – 1500 км. Той е магистрален и железопътел възел за пътищата, свързващи северната и южната част на страната.
От 60-те години насам в града се намира съвместната Австралийско-американска база „Пейн Гап“, извършваща спътниково наблюдение и защита и работодател на над 700 души от различни страни. Дълго време тя е основният източник на доходи за града, но това ѝ̀ място е заето от туризма.
Градското летище се намира на 14 км южно от Алис Спрингс. То е построено през 1940 г., на мястото на старото летище от 1920 г., и е неколкократно разширявано. По времето на Втората световна война летището играе важна роля във военно-транспортната авиация. В наши дни той приема основно гражданска авиация, но пуска и метеорологични балони и други типове научна апаратура.

## Население
Според преброяването на населението от 2001 г. населението на града е 23 384 души, 17 % от които са аборигени. Към 2005 г. населението се оценява на 26 486 души.

## Туризъм
Главният фактор за привличането на туристи към града е разположената на 400 км на юг скала Улуру. Въпреки това през 1984 г. на 19 км на север е основан курорът Юлара, на границата на който впоследствие е построено летище Ейърс Рок. Така през последното десетилетие множество туристи летят направо до Юлара, за разлика от туристите, пътуващи с автомобил, и голяма част от тях посещават Алис Спрингс.
В Алис Спрингс има много добра туристическа инфраструктура, казина, музей на аборигенското изкуство, нощни клубове, пъбове, много ресторанти и кафенета. За туристите са достъпни следните програми: посещение на „Пустинния парк“ (Desert Park), старата телеграфна станция, терариума, ботаническата градина и кинотеатъра, а също така и разходки с камили, въздушни полети и много други. За туристите са създадени няколко хотела, хостела и дори специални места, на които паркират хората, нощуващи в автомобилите си.
В града се организират множество фестивали, включително и гонки по река Тод.

## Климат
Дневната температурна амплитуда е около 20 °C. През лятото температурата нерядко достига 40 °C, а най-високата измерена температура е почти 48 °C. През зимата температурите значително се понижават, достигайки до -7 °C, при минимум 10 °C. Климатът е много сух, валежите са съвсем малко, но годишната им сума е различна всяка година.
| Климатични данни за Алис Спрингс           | Климатични данни за Алис Спрингс | Климатични данни за Алис Спрингс | Климатични данни за Алис Спрингс | Климатични данни за Алис Спрингс | Климатични данни за Алис Спрингс | Климатични данни за Алис Спрингс | Климатични данни за Алис Спрингс | Климатични данни за Алис Спрингс | Климатични данни за Алис Спрингс | Климатични данни за Алис Спрингс | Климатични данни за Алис Спрингс | Климатични данни за Алис Спрингс | Климатични данни за Алис Спрингс |
| Месеци                                     | яну.                             | фев.                             | март                             | апр.                             | май                              | юни                              | юли                              | авг.                             | сеп.                             | окт.                             | ное.                             | дек.                             | Годишно                          |
| Абсолютни максимални температури (°C)      | 46,7                             | 44,4                             | 45,0                             | 39,1                             | 38,3                             | 31,4                             | 31,3                             | 35,6                             | 37,5                             | 45,0                             | 45,6                             | 47,5                             | 47,5                             |
| Средни максимални температури (°C)         | 35,9                             | 35,0                             | 32,3                             | 27,6                             | 23,0                             | 19,7                             | 19,5                             | 22,9                             | 27,0                             | 31,1                             | 33,9                             | 35,5                             | 28,6                             |
| Средни минимални температури (°C)          | 20,9                             | 20,1                             | 17,1                             | 12,2                             | 7,7                              | 4,9                              | 3,7                              | 6,0                              | 9,7                              | 14,4                             | 17,6                             | 19,9                             | 12,9                             |
| Абсолютни минимални температури (°C)       | 10                               | 8,9                              | 3,9                              | 1,8                              | −3                               | −5,6                             | −5,6                             | −3,9                             | −1,1                             | −2,4                             | −4,1                             | 7,8                              | −5,6                             |
| Средни месечни валежи (mm)                 | 42,7                             | 41,4                             | 33,1                             | 16,4                             | 16,1                             | 14,6                             | 13,6                             | 10,4                             | 9,4                              | 20,1                             | 25,1                             | 36,3                             | 279,3                            |
| ------------------------------------------ | -------------------------------- | -------------------------------- | -------------------------------- | -------------------------------- | -------------------------------- | -------------------------------- | -------------------------------- | -------------------------------- | -------------------------------- | -------------------------------- | -------------------------------- | -------------------------------- | -------------------------------- |
| Източник: Австралийско метеорологично бюро |                                  |                                  |                                  |                                  |                                  |                                  |                                  |                                  |                                  |                                  |                                  |                                  |                                  |

## Икономика
Икономиката на Алис Спрингс е бързоразвиваща се и градът е един от най-богатите в страната. Основните източници на доходи в града са:
- Туризмът, най-вече посещенията на скалата Улуру, над 500 000 туристи годишно
- Голямо бюджетно финансиране заради големия брой аборигени
- Базата „Пейн Гап“, около 12 млн. щатски долара

## Побратимени градове
- Пагман, Афганистан

## Галерия
- Изворът на Алис, дал името на града
- Паметникът на АНЗАК в Алис Спрингс
- Ястреб от вида Haliastur sphenurus в Пустинния парк